# Klekotiv
Klekotiv (em ucraniano:  Клекотів e em Polonês: Klekotów) é uma Aldeia (selo) localizada no Distrito de Zolochiv, Oblast de Lviv, no Oeste da Ucrânia. Pertence a hromada urbana de Brody, uma das hromadas da Ucrânia. Klekotiv tem uma população de 314.[carece de fontes?]
De 1918 a 1939, a aldeia, anteriormente conhecida como Klekotów, ficava na voivodia de Tarnopol, na Polônia.
Até 18 de julho de 2020, Klekotiv pertencia ao Distrito de Brody. O Distrito foi abolido em Julho de 2020 como parte da reforma administrativa da Ucrânia, que reduziu o número de Distritos do Oblast de Lviv para 7. A área do Distrito de Brody foi incorporada ao Distrito de Zolochiv.

## Residentes Notáveis
Leo Kanner, um psiquiatra judeu-americano que escreveu trabalhos na década de 1940 relacionados ao autismo.